# Məşədilər (Cəlilabad)
Məşədilər è un comune dell'Azerbaigian situato nel distretto di Cəlilabad. Conta una popolazione di 432 abitanti.